# Seseli ledebourii
Seseli ledebourii là một loài thực vật có hoa trong họ Hoa tán. Loài này được Don miêu tả khoa học đầu tiên.